# La Méditerranée et le Monde méditerranéen à l'époque de Philippe II
 (janvier 2019).
La Méditerranée et le Monde méditerranéen à l'époque de Philippe II est un ouvrage de l'historien français Fernand Braudel, publié en 1949.

## Contexte d’écriture et présentation de l’œuvre
C’est en 1923 que Braudel décide de travailler une thèse ayant pour titre « La politique diplomatique méditerranéenne de Philippe II » sous la direction de Lucien Febvre, qui lui a déjà travaillé sur Philippe II. Lucien Febvre écrit à Fernand Braudel :
« Philippe II et la Méditerranée : beau sujet. Mais pourquoi pas la Méditerranée et Philippe II ? Un autrement grand sujet encore ? Car entre ces deux protagonistes, Philippe et la Mer Intérieure, la partie n’est pas égale ».
Ce changement fera d’un espace maritime l’acteur principal d’une œuvre. Et sera l’une des œuvres caractéristiques du mouvement des Annales. En effet, depuis 1930, pour faire face à l’école positiviste, Marc Bloch et Lucien Febvre expriment leur volonté de délaisser l’événementiel, une volonté de passer de la vie politique à la vie économique, à l’organisation sociale et à la psychologie collective, rapprochant ainsi l’histoire des autres sciences humaines. Cette volonté sera notamment cristallisée par la fondation de la revue Les Annales, fondée en 1929, distribuée à Paris en 1936. Febvre devient directeur de recherches de Braudel en 1937.
C’est après douze ans de compilation d’archives (à travers les archives de Madrid, Gênes, Rome, Venise, Simancas ou Dubrovnik conservées durant la guerre rue Monticelli à Paris) et de lectures que Braudel, pressé par Febvre, quelques jours avant la mobilisation de 1939, se lance dans la rédaction de quelques pages d’introduction. Fait prisonnier dans les Vosges le 29 juin 1940 (soit une semaine après la signature de l’armistice), il est alors commandant d’un petit groupe de soldats encerclé. Il est expédié dans l’Oflag XII B à la Citadelle de Mayence en juillet 1940, malgré la promesse d’être libéré avec ses hommes s’ils se rendaient. Il écrit donc le gros de son ouvrage en Allemagne, où il est retenu captif de 1940 à 1945, travail qu’il jugera comme un « travail refuge ».
Loin de ses notes, il réécrit trois versions du livre sur des cahiers d’écoliers (on estime sa production à entre 3 000 et 4 000 pages durant sa captivité), seul papier disponible en prison, qu’il envoie à Lucien Febvre, à Paris. Les bornes chronologiques de son travail seront plusieurs fois modifiées durant sa captivité, passant de 1558 - 1570 à 1550 - 1600. Dans un courrier du 15 février 1941 il dira même hésiter à l’étendre de 1450 à 1650, car selon lui « il faut voir grand sinon à quoi bon l’histoire » mais, dissuadé par Febvre qui lui rappelle la nécessité d’aboutir à une thèse, il revient aux bornes originelles.
« Sans ma captivité j’aurais sûrement écrit un tout autre livre. » (Braudel, Ma formation d’historien, 1972)
Avec sa solde, qu’il touche grâce aux conventions de Genève, il achète des livres allemands sur la Méditerranée et entretient de longues correspondances avec son directeur de thèse et avec sa femme, Paule Braudel, alors en Algérie avec ses enfants. Mais c’est une correspondance censurée et ralentie par la guerre. Il obtient certains privilèges durant sa captivité : il a accès aux ouvrages allemands de la bibliothèque universitaire de Mayence à partir du 30 septembre 1941, et donne même des cours de littérature, de géographie et d’histoire aux détenus, les préparant même à la licence d’histoire. En juin 1942, accusé d’être franc-maçon, il est transféré au camp disciplinaire de Lübeck dans l’Oflag XC. Pourtant Braudel s’y sent mieux. Gaulliste convaincu qui devait se taire à Mayence, il peut enfin faire étalage de ses sympathies, les prisonniers français de Lübeck étant séparés selon leurs penchants politiques. Rappelons d’ailleurs que le régime de Vichy forma la « mission Scapini » chargée de répandre la doctrine vichyste parmi les prisonniers. La troisième et dernière version n'est achevée que le 23 décembre 1944.
Avec Civilisation matérielle, économie et capitalisme (XVe et XVIIIe siècles) et Grammaire des civilisations, il est considéré comme étant l’ouvrage majeur de la vie de Braudel.

## Structure
L’ouvrage se décompose en trois parties, longuement peaufinées durant sa captivité, même si François Dosse déclare que Braudel aurait saisi la structure du livre bien avant l’internement. Mais c’est un plan qui lui posera de nombreux problèmes, notamment celui de l’articulation espace-temps. Il trouvera cette articulation en trois parties à la fin octobre 1941. Il remettra la rédaction de la troisième partie après sa libération car, consacrée à l’événementiel, des recherches lui sont alors nécessaires.
Braudel soutient sa thèse en 1947. Elle est publiée en 1949, comptant 1 160 pages. Le livre est remanié en 1966 (1 222 pages) et au total, dix rééditions paraissent (1949, 1966, 1976, 1979, 1982, 1985, 1986, 1987, 1990 et 2017).
L’œuvre de Braudel va se définir en trois parties, chacune entraînant un positionnement différent de l’historien face à son sujet. « Ainsi en sommes nous arrivés à une décomposition de l’histoire en plans étagés. Ou si l’on veut, à la distinction d’un temps géographique, d’un temps social, d’un temps individuel ».

### Première partie: la part du milieu
Cette partie se réserve l’idée de décrire ce qu’il considère comme une « Histoire permanente » car quasi immobile « faite de retours insistants, de cycles sans cesse recommencés ». C’est une histoire qui fait intervenir la géographie. Mais Braudel ne veut pas se contenter d’une description simple des lieux étudiés, critiquant au passage les « traditionnelles introductions géographiques à l’histoire, inutilement placées au seuil de tant de livres ». Celle de Braudel cherche à étudier le rapport de l’homme avec son milieu. « Les faits géographiques, c'est-à-dire la liaison du social et de l’espace ». Braudel écrivait dans sa préface que l’historien choisissant un sujet géographique, ne devait pas se contenter de le définir par ces contours géographiques établis. « Malheur à l’historien qui pense que cette question préjudicielle [comment définir la Méditerranée de l’historien] ne se pose pas, que la Méditerranée est un personnage à ne pas définir, car défini depuis longtemps, clair, reconnaissable immédiatement, et qu’on saisit en découpant l’histoire générale selon le pointillé de ses contours géographiques ».
Intéressons-nous alors à la définition de la Méditerranée par Braudel. Au nord : les régions tempérées occupées par des sédentaires, terres de chrétienté, contrastées par, au sud, les déserts arides, parcourus par les nomades, processions de l’islam. On constate la liaison qu’il établit entre géographie, modes de vie et histoire.
Par exemple, c’est dans cette partie qu’il décrira les îles comme la Sardaigne, la Crète, ou Chypre, pas simplement par leur géographie mais par leur rôle historique : comme repaires de pêcheurs et de pirates, comme foyers d’immigration. Il décrit les habitants rongés par la malaria due à l’eau stagnante des plaines littorales (Languedoc…), les coutumes ancestrales des montagnards (Atlas, Apennins…).
Pour Fernand Braudel, la géographie est un moyen d’aider l’Histoire. Il explique que l’observation géographique permet de « déceler les oscillations les plus lentes que connaisse l’Histoire », comme le déplacement de site de certaines villes ou la modification des tracés des routes.
Si Braudel divise son ouvrage en trois parties distinctes, c’est aussi parce qu'il considère que le temps n’a pas la même valeur selon ces parties. Il voit alors la nécessité d’une division du temps entre différentes vitesses d’écoulement. Il définit donc un temps événementiel, conjoncturel et de longue durée. Pour sa première partie, Braudel fait forcément appel à l’idée de temps longue durée, « d’un temps géographique » qui a, selon lui, une grande place dans l'histoire.

### Deuxième partie: destins collectifs et mouvements d’ensemble
Dans sa deuxième partie, c’est une histoire qu’il juge profonde qui l’intéresse : « lentement rythmés… une histoire structurale, on dirait volontiers une histoire sociale, celle des groupes et des groupements ». Il s’intéresse à l’histoire économique en dessinant les axes de communication, terrestres et maritimes, en mesurant les distances commerciales en fonction des vitesses moyennes des navires, en cherchant à cerner les dimensions des marchés (comme ceux de la Toscane ou de l’Andalousie), le rayon d’influence des ports (Venise, Marseille…). Il compte les hommes et étudie leur répartition, en signalant régions vides et pleines.
Il s’intéresse ici aussi aux mécanismes monétaires (selon la fluctuation des arrivées de métaux : or des Caraïbes, argent du Pérou, tarissement de l’or du Soudan…), étudie les influences des arrivages : la hausse des prix, leurs incidences sur les revenus, l’enrichissement de certaines classes face à l’appauvrissement d’autres. Cette histoire des structures, installée dans la durée, permet également d’étudier comment ces mouvements sociaux vont entraîner des faits comme la guerre, et permettre à la discipline historique d’être en prise sur le présent : « pour les sociétés actuelles, nous avons aussi à nous préoccuper de ce qui a duré, du permanent, donc en partie de l’actuel ».
Si cette partie devait se définir en termes de temps, elle s’approcherait des études menées par les économistes. Il décide alors d’inscrire cette seconde partie dans un temps conjoncturel. L’étude de temps en économie est une étude qui a déjà été menée par les économistes, ceux-ci cherchant surtout la notion de cycles économiques qui se répèteraient dans l'Histoire. Notion qu’il reprendra dans la conception de ce « temps social »

### Troisième partie: les événements, la politique et les hommes
Cette dernière partie est celle de l’Histoire événementielle : « une histoire non de l’Homme mais de l’individu ». Elle incarne sûrement ce qu’aurait été la thèse de départ de Braudel : « une agitation de surface », « une histoire à oscillations brèves, rapides, nerveuses ». Il y présente les empires rivaux, espagnol et turc, décrivant leurs institutions complexes, leur population, leurs provinces, estimant les forces militaires, l’organisation des armées, la valeur des flottes, le réseau de fortifications. Il met en scène l’action et rapporte ici les événements : l’abdication de Charles Quint (1556), la paix de Cateau-Cambrésis (1559), la guerre hispano-turque (1561 à 1564)… C’est un récit bien documenté, enrichissant l’histoire militaire et diplomatique. Néanmoins, si on prend l’exemple de la bataille de Lépante, on remarque qu’il s’attache plus à ses conséquences durables qu’à l’événement en lui-même.

« Si l’on ne s’attache pas aux seuls événements, à cette couche brillante et superficielle de l’histoire, mille réalités nouvelles surgissent et, sans bruit, sans fanfares, cheminent au-delà de Lépante. L’enchantement de la puissance ottomane est brisé, la course chrétienne active réapparaît, l’énorme armada turque se disloque »

Braudel, même si cette partie est événementielle et se rapproche de sa thèse de départ, relègue l’événementiel, caractéristique phare de l’école des Annales. « De toutes, c’est l’histoire la plus passionnante, la plus riche en humanité, la plus dangereuse aussi. Méfions-nous de cette histoire brûlante encore. »
C’est un temps court qui va s’ajouter à la description des événements. Un temps « à la mesure des individus, de la vie quotidienne, de nos illusions, de nos prises rapides de conscience ».
Ainsi, par cette répartition, Braudel réorganise son étude de manière à reléguer en arrière-plan l’événementiel, à inscrire l’Histoire dans une plus vaste mesure. La tripartition temporelle permet aussi d’avoir accès à cette histoire quasi immobile considérée comme primordiale dans une architecture où la géographie s’identifie à la très longue durée. Bâtie en trois parties, qui seront à l'origine de ce qu'on appelle souvent la « triple temporalité braudélienne », La Méditerranée analyse d'abord « la part du milieu », puis « les mouvements d'ensemble », enfin « les événements ». Cette démarche s'inscrit donc dans la continuité du combat de Marc Bloch et Lucien Febvre contre l'histoire uniquement événementielle.
Mais le livre n'est pas qu'une simple réponse à sa thèse de départ, elle est aussi le début d'une nouvelle méthodologie. En effet, à travers ce livre, Braudel réclame une nouvelle histoire et critique l'Histoire de ses prédécesseurs.

## Le recours aux sciences humaines
Braudel et l’école des Annales jugent l’histoire événementielle comme une histoire de surface, captivante, mais restant un simple récit. L’objectif de l'histoire pour Braudel doit être une histoire sociale sur laquelle on peut construire des explications « de fond ». Il explique néanmoins que l’histoire est morcelée entre différentes « couches profondes » d’explications. « Historiens, nous devons être par surcroit géographes, économistes, juristes à notre propre compte ». « Il sera donc autant question dans nos conférences d’économistes, de sociologues ou de géographes que d’historiens. »

## Critique des sources
Braudel s’est confronté, comme tout historien face à ces recherches, à la nécessité de documentation et à la multiplication des sources. Mais dans sa préface, Braudel témoigne de sa difficulté face à cette recherche.
Tout d’abord il explique sa difficulté face à une telle masse de documentation. « Nous avons bien une masse prodigieuse d’articles, de mémoires, de livres, de publications, d’enquêtes, les uns d’histoire pure, les autres, non moins intéressants, écrits par nos voisins, les ethnographes, les géographes, les botanistes, les géologues, les technologues… » « Il n’y a pas d’histoire possible de la mer sans la connaissance précise des vastes sources de ses archives. Ici la tâche semble au-dessus des forces d’un historien isolé ». « Pour inventorier et prospecter ces richesses insoupçonnées, ces mines du plus bel or historique, il faudrait non pas une vie, mais vingt vies, ou vingt chercheurs ». On peut aussi remarquer dans cette citation l’utilisation par Braudel de sources annexes comme des documents d’ethnologues, de géographes…
C’est aussi durant cette préface qu’il va remettre en question la crédibilité des sources, par la vision parfois restreinte de leurs écrivains.
« Cette masse de publications écrase le chercheur comme une pluie de cendres. Trop de ces études parlent un langage d’hier, désuet à plus d’un titre. Ce qui les intéresse, ce n’est pas la vaste mer, […] mais les gestes des princes et des riches, une poussière de faits divers sans commune mesure avec la puissante et lente histoire qui nous préoccupe. Trop de ces études sont à reprendre… »
Autre exemple du document, après une Renaissance, où l’écriture était l’affaire de nobles, Braudel nous raconte qu’au XVIe apparaît « La Renaissance des pauvres » (l222), qui s’acharnent alors à témoigner de leur époque. « Paperasse déformante » répondra Braudel : « elle y prend une place hors de vérité. C’est dans un monde bizarre, auquel manquerait une dimension que se trouve transporté l’historien lecteur des papiers de Philippe II ».

## L’apport des autres sciences vers une histoire globale
Si Braudel affirmait dans la citation précédente la nécessité de se tourner vers des sources autres que simplement historiques (économie, géographie, archéologie…), « devant tant d’activités nourricières, comment ne pas se tourner vers cette histoire économique et sociale ? » il n’hésitait pas non plus à accuser la France de son retard en matière d’histoire économique, ni de la division des sciences humaines entre spécialités. Braudel écrivit le 26 octobre 1941 à Lucien Febvre, durant sa captivité et ses lectures allemandes : « en France, la géographie humaine et l’économie politique sont effroyablement en retard » par rapport à l’Allemagne. Il cite des auteurs comme Weber et « l’éthique protestante », Von Below (Bloch était son auditeur) Meinecke (Die Idee der Staatsräson in der neueren Geschichte, 1924) Werner Sombart (Der Moderne Kapitalismus, 1923-28), Alfred Philippson (Das Mittelmeergebiet, 1904-22).
« C’est seulement par suite de nos insuffisances intellectuelles, par suite du triomphe utile mais dangereux des spécialistes, que cette étude une de la société est morcelée en tant de branches différentes, y compris celle, vénérable, de l’Histoire ».
« L’Histoire que j’invoque est une histoire neuve capable pour se renouveler et s’achever de mettre à sac les richesses des autres sciences sociales ses voisines » ; géographie, ethnologie, la statistique, l’économie, le droit et la sociologie qu’il jugera « Plus scientifiques que l’Histoire, mieux articulées […] Nos méthodes ne sont pas les leurs, mais nos problèmes, oui bien ».
Braudel restera d’ailleurs toujours en contact avec des collègues comme le sociologue Gurvitch, le démographe Sauvy, l’ethnologue Lévi-Strauss… On peut d’ailleurs retrouver certaines ressemblances. L’histoire palier n’est pas sans rappeler la vision de Gurvitch qui distinguait plusieurs formes de temps, lorsque Levi Strauss distingue l’histoire comme s’intéressant aux faits conscients et l’ethnologie comme s’intéressant aux faits inconscients, Braudel affirme que l’école des Annales s’intéresse aux deux, et enfin Braudel n’hésite pas à appeler les historiens à suivre les modèles qu’Alfred Sauvy réalisa, modèle mathématiques, permettant d’analyser la population.
Existe-t-il une hiérarchie dans les sciences sociales ? L’histoire est au carrefour. Existe-t-il des sciences auxiliaires ? Braudel répond : « dans mon esprit, toutes les sciences de l'homme, sans exception, sont auxiliaires, tour à tour, les unes des autres ». Dans les faits, Braudel accordait en fait une place dominante à l'histoire.

## L’importance de la géohistoire
De tous ces apports, nous avons vu que Braudel réintègre de manière prépondérante la géographie dans la première partie, l’économie dans la deuxième. Mais l’apport géographique va se décliner sous de nombreux termes pour Braudel tout au long de son sujet : géopolitique, géoéconomie, géohistoire, nous verrons même que cette logique du « géographie avant tout » va laisser planer l’idée d’un déterminisme géographique pour l’histoire de l’Homme.
Par le choix de placer une région comme acteur principal, Braudel a alors la volonté de traiter une province comme une identité géographique et politique « résultant d’une collaboration étroite de forces naturelles et forces humaines » mais avec « une part de l’homme restant prépondérante. »
La géohistoire se trouve directement dans le sillage de Lucien Febvre, même si celui-ci était beaucoup moins déterministe que Braudel, qui avait esquissé la rencontre entre géographie et histoire dans « La Terre et l’Évolution Humaine ». Il est aussi l’héritier de Marc Bloch (dont on reconnaît l’étude économique à travers « La Société féodale » de Bloch) il s’inspire des leçons de la géographie humaine comme avec le Tableau de la France de P. Vidal de la Blache, des thèses régionales de R. Blanchard, de J. Sion ou d’A. Demangeon, qui rendait compte de la formation des paysages en considérant les évolutions historiques.
Braudel donne ici la définition de la géohistoire : « Poser les problèmes humains tels qu'on les voit étalés dans l’espace et si possibles cartographiés, une géographie humaine intelligente, les poser dans le passé compte tenu du temps, détacher la géographie de cette poursuite des réalités actuelles à quoi elle s’applique uniquement ou presque, la contraindre à repenser avec ses méthodes et son esprit, les réalités passées. De la traditionnelle géographie historique à la Longnon, vouée presque exclusivement à l’étude des frontières d’États de circonscriptions administratives sans souci de la terre elle-même, du climat, du sol, des plantes et des bêtes… faire une véritable géographie humaine rétrospective, obliger les géographes (ce qui serait facile) à prêter plus d’attention au temps et les historiens (ce qui serait plus malaisé) à s’inquiéter davantage de l’espace ». « Tous les étages, tous les milliers d’étages, tous les milliers d’éclatements du temps de l’histoire se comprennent à partir de cette profondeur, de cette semi-immobilité, tout gravit autour d’elle ».
La géohistoire arbitre, détermine l’Histoire, en englobant aussi bien les phénomènes d’ordres climatiques que les faits de culture. Cette géohistoire globale a vocation à devenir une « Histoire totale » car la géographie impose ses lois intangibles aux sociétés, « retenons la fragilité congénitale des hommes vis-à-vis des forces colossales de la nature ». Cette vocation est aussi due à la possibilité offerte par la Terre à l’Homme : « Sans le maïs rien n’eut été possible des pyramides géantes des Mayas ou des Aztèques, des murs cyclopéens du Cuzco ou des merveilles impressionnantes du Machu-Pichu ». Il voit dans cette géohistoire l’exemple même du déterminisme de civilisation dont parle Pierre Gourou. La géographie deviendrait alors la grille de lecture des sociétés, certains sont avantagés par leurs situations (le port de Gênes, jugé contraint à l’aventure par sa géographie contraignante) ou désavantagé (Braudel justifiera le retard de la France à l’époque moderne par le gigantisme de son territoire dans Civilisation matérielle).
Le milieu (ou l’espace) devient le mot clé de l’écriture, le fondement du devenir des civilisations, à tel point que Fernand Braudel, contredisant son refus des systèmes de causalités, utilise l’espace comme facteur explicatif des divers aspects des civilisations : « Une civilisation est à la base un espace travaillé par les hommes et l’Histoire » ; l’Histoire s’immobilise au sol. La civilisation se définit et se réduit parfois à l’espace « une civilisation, qu’est-ce, sinon la mise en place ancienne d’une certaine humanité dans un certain espace ? ».
De plus, la géohistoire, de par son étude « quasi immobile », va lui permettre de valoriser la longue durée, de minorer le poids de l’Homme comme acteur de l’Histoire. « La géographie était le meilleur moyen de ralentir l’Histoire » (novembre 1984) et ainsi minorer le poids de l’événementiel, déterminant le rythme des temporalités.